# Безбожко езеро
Вижте пояснителната страница за други значения на Безбог.
Безбожкото езеро е езеро в България, разположено в Безбожкия циркус североизточно от връх Безбог, заедно с три други малки пресъхващи езера. На северния му бряг се намира хижа Безбог. Езерото е на височина 2239 m, площта му е 1,9 ha при размери 225 на 125 m. Дълбоко е 7 m. От него изтича Безбожка река (Дуиловица), десен приток на река Места. Понякога в него падат лавини.